# 晟碟公司
晟碟（新帝）公司（英語：SanDisk Corporation，原名）是設計與銷售快閃記憶體產品的美國跨國公司，於1988年由伊萊·赫拉利與非揮發性記憶體技術專家桑賈伊·梅洛特拉創立，1995年11月在纳斯达克上市。新帝生產許多不同類型的快閃記憶體，包括多種記憶卡與一系列USB隨身碟。晟碟（新帝）公司均有銷售高端與低端的快閃記憶體。
晟碟（新帝）公司的總部位於加州苗必達市，並在世界各地擁有辦事處與生產設施，如在愛爾蘭共和國都柏林的歐洲總部。

## 歷史

第一代SanDisk標誌（1995–2007年）

第二代SanDisk標誌（2007–2024年）

SunDisk公司最初由伊萊·赫拉利、桑賈伊·梅洛特拉和Jack Yuan於1988年創立。
1995年11月8日，SunDisk將其名稱更改為SanDisk，以避免與Sun Microsystems混淆，並以新名稱首次公開募股上市，象徵該公司首次在那斯達克上市，股票代碼為SNDK。交易量為1600萬股，價格為每股10美元。
2015年10月21日，西部數據（威騰電子）宣布將以190億美元收購晟碟（新帝）公司，並於2016年5月12日以160億美元完成併購。
2023年10月，威騰電子宣布計劃將其快閃記憶體業務分拆至以SanDisk名義成立的新上市公司，威騰電子則專營硬碟業務。除了SanDisk品牌的產品外，分拆後的產品將包括WD品牌的快閃記憶體產品。該公司於2024年10月開始準備分拆，當時WD品牌所有的快閃記憶體產品清單和資訊都移至SanDisk網站下。
此次拆分於2025年2月24日完成，SanDisk自2016年被威騰電子收購後在那斯達克重新上市（從1995年IPO到2016年被威騰電子收購，股票代碼均為SNDK），威騰電子首席執行官David Goeckeler也調任新公司，WD則繼續持有SanDisk的股權。

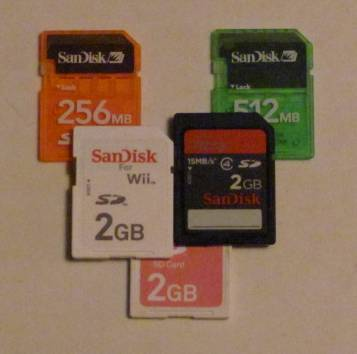
SanDisk各式的SD記憶卡。

### 收購
- 2006年7月，晟碟（新帝）公司以13億美元收購了USB快閃記憶棒製造商M-Systems[9]。
- 2014年6月16日，晟碟（新帝）公司宣布以11亿美元收购Fusion-io。 Fusion-io主要为数据中心生产闪存产品和软件。通过此项收购，晟碟（新帝）公司将有机会更专注于企业用户市场。[10]。

## 產品
FlashCP
FlashCP是一個用於便攜裝置上數位材料（如電子書）的數位著作權管理技術，主要針對學生，容許用戶在執行複製限制下傳送版權材料。晟碟（新帝）公司在2005年收購以色列公司MDRM時一同獲得了該技術。
現時晟碟（新帝）公司生產一款使用FlashCP技術的隨身碟，名為Freedom Drive，是Cruzer產品線的一部份。SanDisk Plaza是一個發展迅速的網上商店，供應數位書籍、音樂、遊戲與教育工具，其線上產品的定價不同，許多類別為免費。數位內容在下載後可在連線或離線時使用。
晟碟（新帝）公司產品 

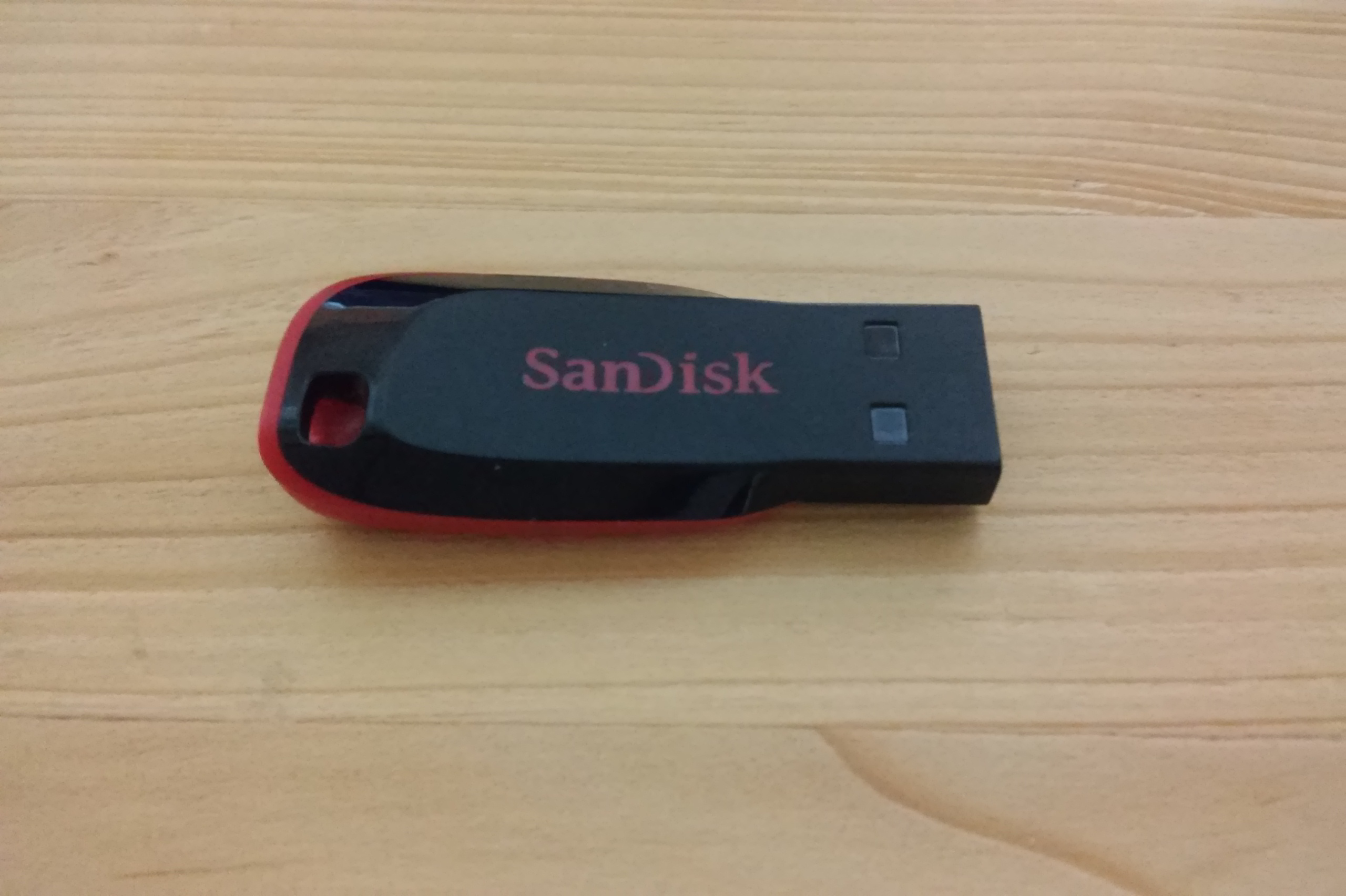
新帝公司的USB隨身碟

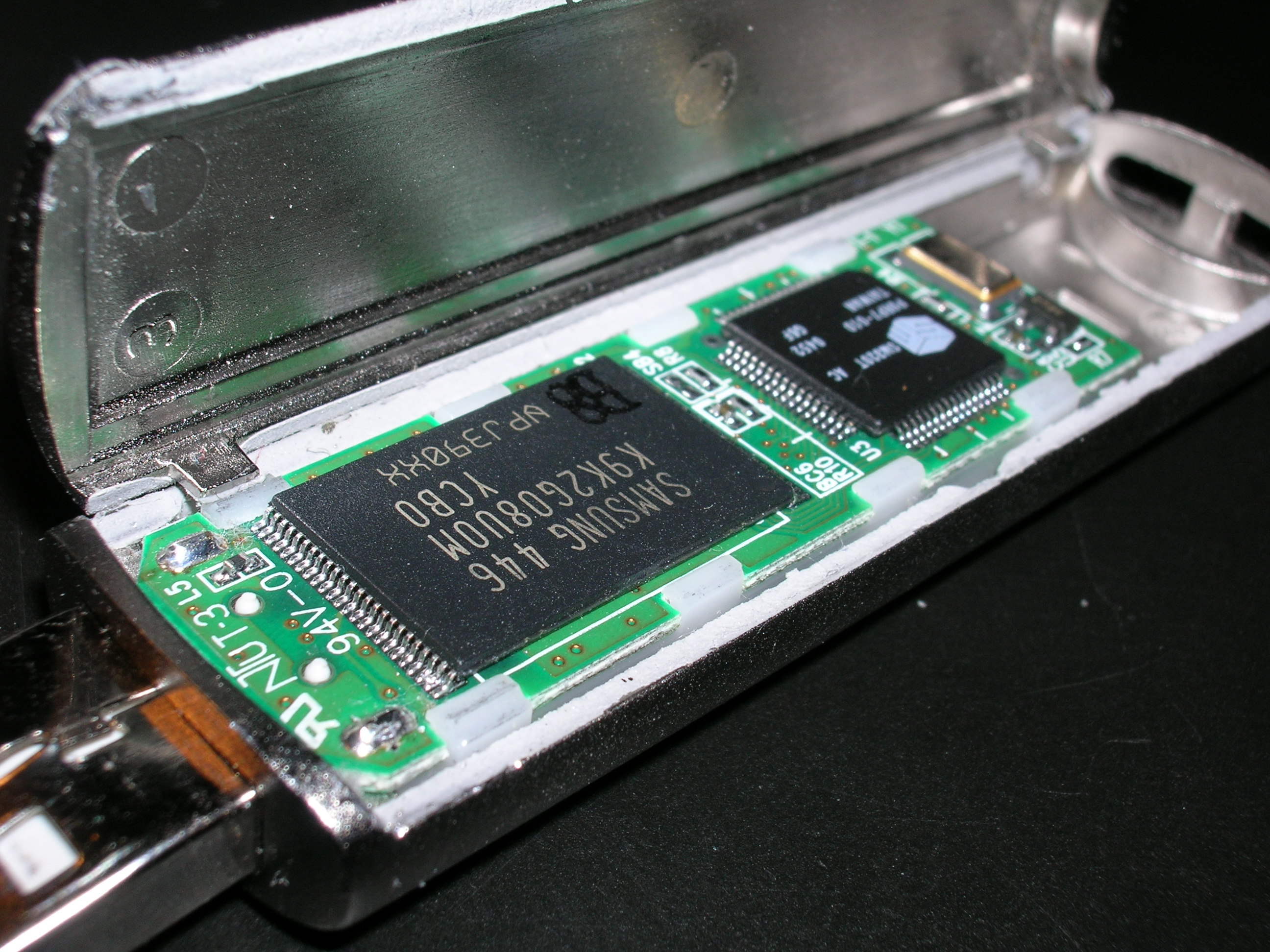
一個SanDisk Cruzer Titanium USB隨身碟，其內部為三星電子的快閃記憶體晶片

記憶卡系列產品

- Memory Stick Pro記憶卡（2003年）
- Memory Stick Pro Duo記憶卡
- MicroSDHC記憶卡
- CompactFlash記憶卡（1994年）
- MultiMediaCard記憶卡（1997年）
- RS-MMC （體積經縮小的MultiMediaCard記憶卡）（2004年）
- Secure Digital（2001年）、MiniSD（2003年）與MicroSD記憶卡（2005年）
- 隨身碟
- SanDisk Sansa MP3播放器
- USB讀卡機
- USB Smart Drives用於遊戲機與個人電腦的電子遊戲

2007年1月為至止Sansa產品線包含以下：
- DAP - 256MB、512MB、1GB
- e100 - 512MB、1GB
- m200 - 512MB、1GB、2GB、4GB
- c100 - 1GB、2GB
- c200 - 1GB、2GB
- e200 - 2GB、4GB、6GB、8GB

### 生產地點
- 維吉尼亞州馬納薩斯

## MP3授權爭議
2006年9月4日，在德國柏林舉行的IFA展覽上當局因意大利專利公司Sisvel取得禁令而查收了所有在晟碟（新帝）公司攤位的MP3播放器。Sisvel曾在曼海姆提出另一訴訟聲稱新帝在MP3使用格式的同時沒有支付所需的授權費。2006年9月8日一個柏林的法庭推翻了該禁令，新帝將其播放器放回展覽。。
2007年3月16日，晟碟（新帝）公司發表新聞稿宣佈已達成協議並為所有現時及未來的MP3應用購得授權。

### 競爭對手
- 金士頓科技
- 蘋果公司
- 索尼
- 三星電子
- 美光科技
- 必恩威科技
- 東芝
- 威剛
- 創見

## 外部連結
- 官方网站 （页面存档备份，存于）